# Élections fédérales australiennes de 2022 dans le Queensland
Les élections fédérales australiennes de 2022 dans le Queensland ont eu lieu le 21 mai 2022. Les trente sièges de l'état à la Chambre des représentants et six des 12 sièges du Sénat étaient en élection.

## Résultats

### Chambre
| Parti                                    | Parti                  | Parti                  | Votes     | %      | Swing | Sièges | +/−    |  |
| ---------------------------------------- | ---------------------- | ---------------------- | --------- | ------ | ----- | ------ | ------ |  |
|                                          | Libéral national       | Libéral national       | 1 172 515 | 39,64  | −4,06 | 21     | 2      |  |
|                                          | Travailliste           | Travailliste           | 811 069   | 27,42  | +0,74 | 5      | 1      |  |
|                                          | Verts                  | Verts                  | 382 900   | 12,94  | +2,62 | 3      | 3      |  |
|                                          | Une nation             | Une nation             | 221 640   | 7,49   | −1,37 | 0      | Stable |  |
|                                          | UAP                    | UAP                    | 149 255   | 5,05   | +1,54 | 0      | Stable |  |
|                                          | KAP                    | KAP                    | 55 863    | 1,89   | −0,58 | 1      | Stable |  |
|                                          | Démocrates libéraux    | Démocrates libéraux    | 28 737    | 0,97   | +0,52 | 0      | Stable |  |
|                                          | AJP                    | AJP                    | 24 813    | 0,84   | +0,40 | 0      | Stable |  |
|                                          | IMOP                   | IMOP                   | 10 894    | 0,37   | +0,37 | 0      | Stable |  |
|                                          | Fédération             | Fédération             | 8 195     | 0,28   | +0,28 | 0      | Stable |  |
|                                          | Grand australien       | Grand australien       | 7 775     | 0,26   | +0,26 | 0      | Stable |  |
|                                          | Légaliser le cannabis  | Légaliser le cannabis  | 6 025     | 0,20   | +0,20 | 0      | Stable |  |
|                                          | Valeurs                | Valeurs                | 5 470     | 0,18   | +0,18 | 0      | Stable |  |
|                                          | Alliance socialiste    | Alliance socialiste    | 3 729     | 0,13   | +0,08 | 0      | Stable |  |
|                                          | SFF                    | SFF                    | 3 695     | 0,12   | +0,12 | 0      | Stable |  |
|                                          | TNL                    | TNL                    | 1 971     | 0,07   | +0,07 | 0      | Stable |  |
|                                          | Fusion                 | Fusion                 | 930       | 0,03   | +0,03 | 0      | Stable |  |
|                                          | Progressistes          | Progressistes          | 606       | 0,02   | −0,01 | 0      | Stable |  |
|                                          | Indépendants           | Indépendants           | 61 944    | 2,09   | +0,82 | 0      | Stable |  |
| Total                                    | Total                  | Total                  | 2 958 026 | 100,00 | –     | 30     | Stable |  |
|                                          |                        |                        |           |        |       |        |        |  |
| Votes invalides/blancs                   | Votes invalides/blancs | Votes invalides/blancs | 128 732   | 4,17   | −0,78 | –      | –      |  |
| Participation                            | Participation          | Participation          | 3 086 758 | 88,16  | –3,06 | –      | –      |  |
| Électeurs inscrits                       | Électeurs inscrits     | Électeurs inscrits     | 3 501 287 | –      | –     | –      | –      |  |
| Préférence bipartite                     |                        |                        |           |        |       |        |        |  |
|                                          | Libéral national       | Libéral national       | 1 598 802 | 54,05  | –4,39 | –      | –      |  |
|                                          | Travailliste           | Travailliste           | 1 359 224 | 45,95  | +4,39 | –      | –      |  |
| Source: AEC pour les votes et les sièges |                        |                        |           |        |       |        |        |  |

#### Blair
| Parti                            | Parti                        | Candidat                     | Voix    | %     | ±     |
| -------------------------------- | ---------------------------- | ---------------------------- | ------- | ----- | ----- |
|                                  | Travailliste                 | Shayne Neumann (en)          | 36 494  | 35,01 | +3,75 |
|                                  | Libéral national             | Sam Biggins                  | 30 122  | 28,89 | −0,14 |
|                                  | Verts                        | Danielle Mutton              | 13 113  | 12,58 | +3,90 |
|                                  | Une nation                   | Liz Suduk                    | 10 419  | 9,99  | −6,81 |
|                                  | UAP                          | Quinton Cunningham           | 6 353   | 6,09  | +2,69 |
|                                  | Démocrates libéraux          | Michelle Jaques              | 3 080   | 2,95  | +2,95 |
|                                  | AJP                          | Angela Lowery                | 2 563   | 2,46  | +2,46 |
|                                  | Valeurs                      | Maria Pitman                 | 2 103   | 2,02  | +2,02 |
| Total des suffrages exprimés     | Total des suffrages exprimés | Total des suffrages exprimés | 104 247 | 94,70 | +2,19 |
| Votes nuls                       | Votes nuls                   | Votes nuls                   | 5 832   | 5,30  | −2,19 |
| Participation                    | Participation                | Participation                | 110 079 | 87,11 | −4,23 |
| Résultat de préférence bipartite |                              |                              |         |       |       |
|                                  | Travailliste                 | Shayne Neumann (en)          | 57 575  | 55,23 | +4,02 |
|                                  | Libéral national             | Sam Biggins                  | 46 672  | 44,77 | −4,02 |
|                                  | Travailliste retenir         | Travailliste retenir         | Swing   | +4,02 |       |

#### Bonner
| Parti                            | Parti                        | Candidat                     | Voix   | %     | ±     |
| -------------------------------- | ---------------------------- | ---------------------------- | ------ | ----- | ----- |
|                                  | Libéral national             | Ross Vasta (en)              | 43 191 | 44,82 | −4,67 |
|                                  | Travailliste                 | Tabatha Young                | 28 491 | 29,56 | −1,54 |
|                                  | Verts                        | Bernard Lakey                | 16 144 | 16,75 | +5,06 |
|                                  | Une nation                   | Amanda Neil                  | 5 371  | 5,57  | +1,57 |
|                                  | UAP                          | Serge Diklich                | 3 177  | 3,30  | +0,76 |
| Total des suffrages exprimés     | Total des suffrages exprimés | Total des suffrages exprimés | 96 374 | 97,50 | +0,43 |
| Votes nuls                       | Votes nuls                   | Votes nuls                   | 2 467  | 2,50  | −0,43 |
| Participation                    | Participation                | Participation                | 98 841 | 90,57 | −2,19 |
| Résultat de préférence bipartite |                              |                              |        |       |       |
|                                  | Libéral national             | Ross Vasta (en)              | 51 471 | 53,41 | −4,00 |
|                                  | Travailliste                 | Tabatha Young                | 44 903 | 46,59 | +4,00 |
|                                  | Libéral national retenir     | Libéral national retenir     | Swing  | −4,00 |       |

#### Bowman
| Parti                            | Parti                        | Candidat                     | Voix    | %     | ±     |
| -------------------------------- | ---------------------------- | ---------------------------- | ------- | ----- | ----- |
|                                  | Libéral national             | Henry Pike (en)              | 43 088  | 42,37 | −6,30 |
|                                  | Travailliste                 | Donisha Duff                 | 29 694  | 29,20 | +2,61 |
|                                  | Verts                        | Ian Mazlin                   | 13 241  | 13,02 | +1,03 |
|                                  | Une nation                   | Walter Todd                  | 7 825   | 7,69  | +0,39 |
|                                  | UAP                          | Mary-Jane Stevens            | 6 601   | 6,49  | +2,89 |
|                                  | TNL                          | Phil Johnson                 | 1 243   | 1,22  | +1,22 |
| Total des suffrages exprimés     | Total des suffrages exprimés | Total des suffrages exprimés | 101 692 | 97,09 | +0,49 |
| Votes nuls                       | Votes nuls                   | Votes nuls                   | 3 045   | 2,91  | −0,49 |
| Participation                    | Participation                | Participation                | 104 737 | 90,51 | −2,53 |
| Résultat de préférence bipartite |                              |                              |         |       |       |
|                                  | Libéral national             | Henry Pike (en)              | 56 447  | 55,51 | −4,73 |
|                                  | Travailliste                 | Donisha Duff                 | 45 245  | 44,49 | +4,73 |
|                                  | Libéral national retenir     | Libéral national retenir     | Swing   | −4,73 |       |

#### Brisbane
| Parti                                        | Parti                                | Candidat                     | Voix    | %     | ±      |
| -------------------------------------------- | ------------------------------------ | ---------------------------- | ------- | ----- | ------ |
|                                              | Libéral national                     | Trevor Evans (en)            | 41 032  | 37,71 | −10,13 |
|                                              | Travailliste                         | Madonna Jarrett              | 29 652  | 27,25 | +2,76  |
|                                              | Verts                                | Stephen Bates (en)           | 29 641  | 27,24 | +4,87  |
|                                              | Une nation                           | Trevor Hold                  | 2 429   | 2,23  | −0,26  |
|                                              | AJP                                  | Tiana Kennedy                | 2 135   | 1,96  | +1,96  |
|                                              | UAP                                  | Justin Knudson               | 2,102   | 1.93  | +0.54  |
|                                              | Démocrates libéraux                  | Anthony Bull                 | 1 807   | 1,66  | +1,66  |
| Total des suffrages exprimés                 | Total des suffrages exprimés         | Total des suffrages exprimés | 108 798 | 97,92 | +0,44  |
| Votes nuls                                   | Votes nuls                           | Votes nuls                   | 2 312   | 2,08  | −0,44  |
| Participation                                | Participation                        | Participation                | 111 110 | 88,74 | −1,77  |
| Résultat de préférence bipartite (notionnel) |                                      |                              |         |       |        |
|                                              | Travailliste                         | Madonna Jarrett              | 59 183  | 54,40 | +9,32  |
|                                              | Libéral national                     | Trevor Evans (en)            | 49 615  | 45,60 | −9,32  |
| Résultat de préférence bicandidat            |                                      |                              |         |       |        |
|                                              | Verts                                | Stephen Bates (en)           | 58 460  | 53,73 | +53,73 |
|                                              | Libéral national                     | Trevor Evans (en)            | 50 338  | 46,27 | −8,65  |
|                                              | Verts vainqueur sur Libéral national |                              |         |       |        |

#### Capricornia
| Parti                            | Parti                        | Candidat                     | Voix   | %     | ±     |
| -------------------------------- | ---------------------------- | ---------------------------- | ------ | ----- | ----- |
|                                  | Libéral national             | Michelle Landry (en)         | 35 613 | 39,44 | −1,21 |
|                                  | Travailliste                 | Russell Robertson            | 25 330 | 28,05 | +4,31 |
|                                  | Une nation                   | Kylee Stanton                | 13 179 | 14,60 | −2,38 |
|                                  | Verts                        | Mick Jones                   | 5 302  | 5,87  | +1,03 |
|                                  | UAP                          | Nathan Harding               | 3 555  | 3,94  | +0,29 |
|                                  | Indépendant                  | Ken Murray                   | 3 048  | 3,38  | +0,89 |
|                                  | Grand australien             | Zteven Whitty                | 1 747  | 1,93  | +1,93 |
|                                  | Démocrates libéraux          | Steve Murphy                 | 1 392  | 1,54  | +1,54 |
|                                  | IMOP                         | Paula Ganfield               | 1 126  | 1,25  | +1,25 |
| Total des suffrages exprimés     | Total des suffrages exprimés | Total des suffrages exprimés | 90 292 | 93,86 | +0,19 |
| Votes nuls                       | Votes nuls                   | Votes nuls                   | 5 904  | 6,14  | −0,19 |
| Participation                    | Participation                | Participation                | 96 196 | 88,60 | −3,98 |
| Résultat de préférence bipartite |                              |                              |        |       |       |
|                                  | Libéral national             | Michelle Landry (en)         | 51 096 | 56,59 | −5,76 |
|                                  | Travailliste                 | Russell Robertson            | 39 196 | 43,41 | +5,76 |
|                                  | Libéral national retenir     | Libéral national retenir     | Swing  | −5,76 |       |

#### Dawson
| Parti                            | Parti                        | Candidat                     | Voix   | %     | ±     |
| -------------------------------- | ---------------------------- | ---------------------------- | ------ | ----- | ----- |
|                                  | Libéral national             | Andrew Willcox (en)          | 40 109 | 43,33 | +0,38 |
|                                  | Travailliste                 | Shane Hamilton               | 22 650 | 24,47 | +4,19 |
|                                  | Une nation                   | Julie Hall                   | 12 289 | 13,27 | +0,18 |
|                                  | Verts                        | Paula Creen                  | 6 675  | 7,21  | +2,70 |
|                                  | KAP                          | Ciaron Paterson              | 5 189  | 5,61  | −0,71 |
|                                  | UAP                          | Christian Young              | 3 713  | 4,01  | −0,89 |
|                                  | Grand australien             | Jim Jackson                  | 1 948  | 2,10  | +2,10 |
| Total des suffrages exprimés     | Total des suffrages exprimés | Total des suffrages exprimés | 92 573 | 95,86 | +2,87 |
| Votes nuls                       | Votes nuls                   | Votes nuls                   | 4 001  | 4,14  | −2,87 |
| Participation                    | Participation                | Participation                | 96 574 | 87,49 | −3,30 |
| Résultat de préférence bipartite |                              |                              |        |       |       |
|                                  | Libéral national             | Andrew Willcox (en)          | 55 930 | 60,42 | −4,19 |
|                                  | Travailliste                 | Shane Hamilton               | 36 643 | 39,58 | +4,19 |
|                                  | Libéral national retenir     | Libéral national retenir     | Swing  | −4,19 |       |

#### Dickson
| Parti                            | Parti                        | Candidat                     | Voix    | %     | ±     |
| -------------------------------- | ---------------------------- | ---------------------------- | ------- | ----- | ----- |
|                                  | Libéral national             | Peter Dutton                 | 41 657  | 42,07 | −3,86 |
|                                  | Travailliste                 | Ali France                   | 31 396  | 31,70 | +0,37 |
|                                  | Verts                        | Vinnie Batten                | 12 871  | 13,00 | +3,02 |
|                                  | Une nation                   | Tamera Gibson                | 5 312   | 5,36  | +0,18 |
|                                  | UAP                          | Alina Ward                   | 2 717   | 2,74  | +0,50 |
|                                  | Indépendant                  | Alan Buchbach                | 2 222   | 2,24  | +2,24 |
|                                  | Indépendant                  | Thor Prohaska                | 1 618   | 1,63  | −0,74 |
|                                  | Démocrates libéraux          | Lloyd Russell                | 1 236   | 1,25  | +1,25 |
| Total des suffrages exprimés     | Total des suffrages exprimés | Total des suffrages exprimés | 99 029  | 96,12 | +0,48 |
| Votes nuls                       | Votes nuls                   | Votes nuls                   | 3 996   | 3,88  | −0,48 |
| Participation                    | Participation                | Participation                | 103 025 | 91,35 | −2,32 |
| Résultat de préférence bipartite |                              |                              |         |       |       |
|                                  | Libéral national             | Peter Dutton                 | 51 196  | 51.70 | −2,94 |
|                                  | Travailliste                 | Ali France                   | 47 833  | 48 30 | +2,94 |
|                                  | Libéral national retenir     | Libéral national retenir     | Swing   | −2,94 |       |

#### Fadden
| Parti                            | Parti                        | Candidat                     | Voix    | %     | ±     |
| -------------------------------- | ---------------------------- | ---------------------------- | ------- | ----- | ----- |
|                                  | Libéral national             | Stuart Robert (en)           | 47 190  | 44,62 | −4,10 |
|                                  | Travailliste                 | Letitia Del Fabbro           | 23 638  | 22,35 | −0,16 |
|                                  | Verts                        | Sally Spain                  | 11 353  | 10,73 | +1,73 |
|                                  | Une nation                   | Sandy Roach                  | 9 177   | 8,68  | +0,11 |
|                                  | UAP                          | Nathan O'Brien               | 7 014   | 6,63  | +1,52 |
|                                  | Indépendant                  | Stewart Brooker              | 4 407   | 4,17  | +4,17 |
|                                  | Démocrates libéraux          | Alex Forbes                  | 2 992   | 2,83  | −1,69 |
| Total des suffrages exprimés     | Total des suffrages exprimés | Total des suffrages exprimés | 105 771 | 95,69 | +0,60 |
| Votes nuls                       | Votes nuls                   | Votes nuls                   | 4 760   | 4,31  | −0,60 |
| Participation                    | Participation                | Participation                | 110 531 | 86,54 | −3,09 |
| Résultat de préférence bipartite |                              |                              |         |       |       |
|                                  | Libéral national             | Stuart Robert (en)           | 64 126  | 60,63 | −3,55 |
|                                  | Travailliste                 | Letitia Del Fabbro           | 41 645  | 39,37 | +3,55 |
|                                  | Libéral national retenir     | Libéral national retenir     | Swing   | −3,55 |       |

#### Fairfax
| Parti                            | Parti                        | Candidat                     | Voix    | %     | ±     |
| -------------------------------- | ---------------------------- | ---------------------------- | ------- | ----- | ----- |
|                                  | Libéral national             | Ted O'Brien (en)             | 46 551  | 44,91 | −4,71 |
|                                  | Travailliste                 | Sue Ferguson                 | 22 662  | 21,86 | +0,38 |
|                                  | Verts                        | Sue Etheridge                | 13 862  | 13,37 | +0,78 |
|                                  | Une nation                   | Nikki Civitarese             | 6 798   | 6,56  | −1,29 |
|                                  | UAP                          | Lisa Khoury                  | 6 132   | 5,92  | +2,86 |
|                                  | AJP                          | Tash Poole                   | 2 182   | 2,10  | +2,10 |
|                                  | IMOP                         | Wendy Hazelton               | 1 997   | 1,93  | +1,93 |
|                                  | Indépendant                  | Barry Smith                  | 1 423   | 1,37  | +1,37 |
|                                  | Grand australien             | Craig White                  | 1 319   | 1,27  | +1,27 |
|                                  | Indépendant                  | Sinim Australie              | 733     | 0,71  | −0,64 |
| Total des suffrages exprimés     | Total des suffrages exprimés | Total des suffrages exprimés | 103 659 | 94,47 | +0,90 |
| Votes nuls                       | Votes nuls                   | Votes nuls                   | 6 066   | 5,53  | −0,90 |
| Participation                    | Participation                | Participation                | 109 725 | 88,99 | −2,45 |
| Résultat de préférence bipartite |                              |                              |         |       |       |
|                                  | Libéral national             | Ted O'Brien (en)             | 61 108  | 58,95 | −4,49 |
|                                  | Travailliste                 | Sue Ferguson                 | 42 551  | 41,05 | +4,49 |
|                                  | Libéral national retenir     | Libéral national retenir     | Swing   | −4,49 |       |

#### Fisher
| Parti                            | Parti                        | Candidat                     | Voix    | %     | ±     |
| -------------------------------- | ---------------------------- | ---------------------------- | ------- | ----- | ----- |
|                                  | Libéral national             | Andrew Wallace (en)          | 48 013  | 44,25 | −5,79 |
|                                  | Travailliste                 | Judene Andrews               | 25 313  | 23,33 | +1,11 |
|                                  | Verts                        | Renay Wells                  | 14 981  | 13,81 | +1,40 |
|                                  | Une nation                   | Sam Schriever                | 10 102  | 9,31  | +0,63 |
|                                  | UAP                          | Tony Moore                   | 7 355   | 6,78  | +3,32 |
|                                  | AJP                          | Vickie Breckenridge          | 2 730   | 2,52  | +2,52 |
| Total des suffrages exprimés     | Total des suffrages exprimés | Total des suffrages exprimés | 108 494 | 96,85 | +1,65 |
| Votes nuls                       | Votes nuls                   | Votes nuls                   | 3 530   | 3,15  | −1,65 |
| Participation                    | Participation                | Participation                | 112 024 | 89,07 | −2,89 |
| Résultat de préférence bipartite |                              |                              |         |       |       |
|                                  | Libéral national             | Andrew Wallace (en)          | 63 656  | 58,67 | −4,03 |
|                                  | Travailliste                 | Judene Andrews               | 44 838  | 41,33 | +4,03 |
|                                  | Libéral national retenir     | Libéral national retenir     | Swing   | −4,03 |       |

#### Flynn
| Parti                            | Parti                        | Candidat                     | Voix   | %     | ±     |
| -------------------------------- | ---------------------------- | ---------------------------- | ------ | ----- | ----- |
|                                  | Libéral national             | Colin Boyce (en)             | 34 046 | 36,88 | −1,01 |
|                                  | Travailliste                 | Matt Burnett                 | 30 948 | 33,53 | +4,88 |
|                                  | Une nation                   | Sharon Lohse                 | 11 287 | 12,23 | −7,37 |
|                                  | UAP                          | Tanya Wieden                 | 6 266  | 6,79  | +2,54 |
|                                  | Verts                        | Paul Bambrick                | 4 007  | 4,34  | +1,27 |
|                                  | Indépendant                  | Duncan Scott                 | 3 745  | 4,06  | +2,51 |
|                                  | Grand australien             | Carla Svendsen               | 2 012  | 2,18  | +2,18 |
| Total des suffrages exprimés     | Total des suffrages exprimés | Total des suffrages exprimés | 92 311 | 96,17 | +1,98 |
| Votes nuls                       | Votes nuls                   | Votes nuls                   | 3 672  | 3,83  | −1,98 |
| Participation                    | Participation                | Participation                | 95 983 | 88,07 | −4,08 |
| Résultat de préférence bipartite |                              |                              |        |       |       |
|                                  | Libéral national             | Colin Boyce (en)             | 49 682 | 53,82 | −4,84 |
|                                  | Travailliste                 | Matt Burnett                 | 42 629 | 46,18 | +4,84 |
|                                  | Libéral national retenir     | Libéral national retenir     | Swing  | −4,84 |       |

#### Forde
| Parti                            | Parti                        | Candidat                     | Voix    | %     | ±     |
| -------------------------------- | ---------------------------- | ---------------------------- | ------- | ----- | ----- |
|                                  | Libéral national             | Bert van Manen (en)          | 34 920  | 36,91 | −6,59 |
|                                  | Travailliste                 | Rowan Holzberger             | 26 497  | 28,01 | −1,50 |
|                                  | Verts                        | Jordan Hall                  | 9 319   | 9,85  | +1,12 |
|                                  | Une nation                   | Seschelle Matterson          | 7 578   | 8,01  | −3,80 |
|                                  | UAP                          | Roxanne O'Halloran           | 7 485   | 7,91  | +3,87 |
|                                  | Indépendant                  | Christopher Greaves          | 2 973   | 3,14  | +3,14 |
|                                  | Démocrates libéraux          | Tobby Sutherland             | 2 668   | 2,82  | +2,82 |
|                                  | AJP                          | Linda McCarthy               | 2 444   | 2,58  | +2,58 |
|                                  | TNL                          | Samuel Holland               | 728     | 0,77  | +0,77 |
| Total des suffrages exprimés     | Total des suffrages exprimés | Total des suffrages exprimés | 94 612  | 93,22 | −2,14 |
| Votes nuls                       | Votes nuls                   | Votes nuls                   | 6 884   | 6,78  | +2,14 |
| Participation                    | Participation                | Participation                | 101 496 | 85,23 | −4,26 |
| Résultat de préférence bipartite |                              |                              |         |       |       |
|                                  | Libéral national             | Bert van Manen (en)          | 51 311  | 54,23 | −4,37 |
|                                  | Travailliste                 | Rowan Holzberger             | 43 301  | 45,77 | +4,37 |
|                                  | Libéral national retenir     | Libéral national retenir     | Swing   | −4,37 |       |

#### Griffith
| Parti                                        | Parti                            | Candidat                     | Voix    | %     | ±      |
| -------------------------------------------- | -------------------------------- | ---------------------------- | ------- | ----- | ------ |
|                                              | Verts                            | Max Chandler-Mather (en)     | 36 771  | 34,59 | +10,94 |
|                                              | Libéral national                 | Olivia Roberts               | 32 685  | 30,74 | −10,23 |
|                                              | Travailliste                     | Terri Butler (en)            | 30 769  | 28,94 | −2,01  |
|                                              | Une nation                       | Shari Ware                   | 3 504   | 3,30  | +1,18  |
|                                              | UAP                              | Robert McMullan              | 2 581   | 2,43  | +0,98  |
| Total des suffrages exprimés                 | Total des suffrages exprimés     | Total des suffrages exprimés | 106 310 | 98,00 | +0,26  |
| Votes nuls                                   | Votes nuls                       | Votes nuls                   | 2 169   | 2,00  | −0,26  |
| Participation                                | Participation                    | Participation                | 108 479 | 89,45 | −1,60  |
| Résultat de préférence bipartite (notionnel) |                                  |                              |         |       |        |
|                                              | Travailliste                     | Terri Butler (en)            | 64 923  | 61,07 | +8,21  |
|                                              | Libéral national                 | Olivia Roberts               | 41 387  | 38,93 | −8,21  |
| Résultat de préférence bicandidat            |                                  |                              |         |       |        |
|                                              | Verts                            | Max Chandler-Mather (en)     | 64 271  | 60,46 | +60,46 |
|                                              | Libéral national                 | Olivia Roberts               | 42 039  | 39,54 | −7,59  |
|                                              | Verts vainqueur sur Travailliste |                              |         |       |        |

#### Groom
| Parti                                        | Parti                        | Candidat                     | Voix    | %     | ±      |
| -------------------------------------------- | ---------------------------- | ---------------------------- | ------- | ----- | ------ |
|                                              | Libéral national             | Garth Hamilton (en)          | 41 971  | 43,72 | −9,62  |
|                                              | Travailliste                 | Gen Allpass                  | 17 985  | 18,73 | +0,07  |
|                                              | Une nation                   | Grant Abraham                | 9 181   | 9,56  | −3,53  |
|                                              | Indépendant                  | Suzie Holt                   | 7 932   | 8,26  | +8,26  |
|                                              | Indépendant                  | Kirstie Smolenski            | 6 858   | 7,14  | +7,14  |
|                                              | Verts                        | Mickey Berry                 | 5 616   | 5,85  | −2,11  |
|                                              | UAP                          | Melissa Bannister            | 4 922   | 5,13  | +1,17  |
|                                              | Fédération                   | Ryan Otto                    | 1 539   | 1,60  | +1,60  |
| Total des suffrages exprimés                 | Total des suffrages exprimés | Total des suffrages exprimés | 96 004  | 95,28 | −1,52  |
| Votes nuls                                   | Votes nuls                   | Votes nuls                   | 4 758   | 4,72  | +1,52  |
| Participation                                | Participation                | Participation                | 100 762 | 90,88 | −2,17  |
| Résultat de préférence bipartite (notionnel) |                              |                              |         |       |        |
|                                              | Libéral national             | Garth Hamilton (en)          | 61 610  | 64,17 | −6,31  |
|                                              | Travailliste                 | Gen Allpass                  | 34 394  | 35,83 | +6,31  |
| Résultat de préférence bicandidat            |                              |                              |         |       |        |
|                                              | Libéral national             | Garth Hamilton (en)          | 54 612  | 56,89 | −13,60 |
|                                              | Indépendant                  | Suzie Holt                   | 41 392  | 43,11 | +43,11 |
|                                              | Libéral national retenir     |                              |         |       |        |

#### Herbert
| Parti                            | Parti                        | Candidat                     | Voix   | %     | ±     |
| -------------------------------- | ---------------------------- | ---------------------------- | ------ | ----- | ----- |
|                                  | Libéral national             | Phillip Thompson (en)        | 43 453 | 47,01 | +9,90 |
|                                  | Travailliste                 | John Ring                    | 19 971 | 21,60 | −3,85 |
|                                  | Verts                        | Scott Humphreys              | 7 596  | 8,22  | +0,91 |
|                                  | KAP                          | Clynton Hawks                | 6 472  | 7,00  | −2,80 |
|                                  | Une nation                   | Diane Pepe                   | 4 874  | 5,27  | −5,82 |
|                                  | Indépendant                  | Angela Egan                  | 2 983  | 3,23  | +3,23 |
|                                  | UAP                          | Greg Dowling (en)            | 2 383  | 2,58  | −3,12 |
|                                  | IMOP                         | Toni McMahon                 | 1 658  | 1,79  | +1,79 |
|                                  | AJP                          | Toni McCormack               | 1 359  | 1,47  | −0,25 |
|                                  | Indépendant                  | Steven Clare                 | 942    | 1,02  | +1,02 |
|                                  | Grand australien             | Larna Ballard                | 749    | 0,81  | +0,81 |
| Total des suffrages exprimés     | Total des suffrages exprimés | Total des suffrages exprimés | 92 440 | 94,23 | +0,13 |
| Votes nuls                       | Votes nuls                   | Votes nuls                   | 5 658  | 5,77  | −0,13 |
| Participation                    | Participation                | Participation                | 98 098 | 85,93 | −4,13 |
| Résultat de préférence bipartite |                              |                              |        |       |       |
|                                  | Libéral national             | Phillip Thompson (en)        | 57 103 | 61,77 | +3,41 |
|                                  | Travailliste                 | John Ring                    | 35 337 | 38,23 | −3,41 |
|                                  | Libéral national retenir     | Libéral national retenir     | Swing  | +3,41 |       |

#### Hinkler
| Parti                            | Parti                        | Candidat                     | Voix    | %     | ±      |
| -------------------------------- | ---------------------------- | ---------------------------- | ------- | ----- | ------ |
|                                  | Libéral national             | Keith Pitt (en)              | 42 720  | 42,13 | −3,90  |
|                                  | Travailliste                 | Jason Scanes                 | 23 634  | 23,31 | +0,38  |
|                                  | Indépendant                  | Jack Dempsey (en)            | 13 236  | 13,05 | +13,05 |
|                                  | Une nation                   | Zak Menhennett               | 8 837   | 8,71  | −6,09  |
|                                  | UAP                          | Kristie Nash                 | 7 417   | 7,31  | +2,93  |
|                                  | Verts                        | Andrew McLean                | 5 562   | 5,48  | +1,76  |
| Total des suffrages exprimés     | Total des suffrages exprimés | Total des suffrages exprimés | 101 406 | 96,73 | +4,55  |
| Votes nuls                       | Votes nuls                   | Votes nuls                   | 3 431   | 3,27  | −4,55  |
| Participation                    | Participation                | Participation                | 104 837 | 89,49 | −3,21  |
| Résultat de préférence bipartite |                              |                              |         |       |        |
|                                  | Libéral national             | Keith Pitt (en)              | 60 918  | 60,07 | −4,43  |
|                                  | Travailliste                 | Jason Scanes                 | 40 488  | 39,93 | +4,43  |
|                                  | Libéral national retenir     | Libéral national retenir     | Swing   | −4,43 |        |

#### Kennedy
| Parti                                        | Parti                        | Candidat                     | Voix   | %     | ±     |
| -------------------------------------------- | ---------------------------- | ---------------------------- | ------ | ----- | ----- |
|                                              | KAP                          | Bob Katter                   | 39 036 | 41,70 | +0,74 |
|                                              | Libéral national             | Bryce Macdonald              | 26 387 | 28,19 | +0,71 |
|                                              | Travailliste                 | Jason Brandon                | 15 033 | 16,06 | −0,92 |
|                                              | Verts                        | Jennifer Cox                 | 6 013  | 6,42  | +1,25 |
|                                              | UAP                          | Peter Campion                | 4 154  | 4,44  | −2,22 |
|                                              | Indépendant                  | Jen Sackley                  | 2 981  | 3,18  | +3,18 |
| Total des suffrages exprimés                 | Total des suffrages exprimés | Total des suffrages exprimés | 93 604 | 96,72 | +0,88 |
| Votes nuls                                   | Votes nuls                   | Votes nuls                   | 3 171  | 3,28  | −0,88 |
| Participation                                | Participation                | Participation                | 96 775 | 84,59 | −4,51 |
| Résultat de préférence bipartite (notionnel) |                              |                              |        |       |       |
|                                              | Libéral national             | Bryce Macdonald              | 56 312 | 60,16 | −4,35 |
|                                              | Travailliste                 | Jason Brandon                | 37 292 | 39,84 | +4,35 |
| Résultat de préférence bicandidat            |                              |                              |        |       |       |
|                                              | KAP                          | Bob Katter                   | 59 060 | 63,10 | −0,23 |
|                                              | Libéral national             | Bryce Macdonald              | 34 544 | 36,90 | +0,23 |
|                                              | KAP retenir                  | KAP retenir                  | Swing  | −0,23 |       |

#### Leichhardt
| Parti                            | Parti                        | Candidat                     | Voix   | %     | ±     |
| -------------------------------- | ---------------------------- | ---------------------------- | ------ | ----- | ----- |
|                                  | Libéral national             | Warren Entsch (en)           | 33 652 | 36,70 | −0,89 |
|                                  | Travailliste                 | Elida Faith                  | 25 312 | 27,60 | −1,19 |
|                                  | Verts                        | Phillip Musumeci             | 9 143  | 9,97  | −0,43 |
|                                  | Une nation                   | Geena Court                  | 6 822  | 7,44  | +1,39 |
|                                  | KAP                          | Rod Jensen (en)              | 5 166  | 5,63  | −2.52 |
|                                  | Alliance socialiste          | Pat O'Shane (en)             | 3 729  | 4,07  | +4,07 |
|                                  | UAP                          | Daniel Hannagan              | 3 593  | 3,92  | −0,05 |
|                                  | IMOP                         | Silvia Mogorovich            | 1 641  | 1,79  | +1,79 |
|                                  | AJP                          | Susanne Bayly                | 1 253  | 1,37  | +1,37 |
|                                  | Fusion                       | Adam Cropp                   | 930    | 1,01  | +1,01 |
|                                  | Fédération                   | Paul Roe                     | 466    | 0,51  | +0,51 |
| Total des suffrages exprimés     | Total des suffrages exprimés | Total des suffrages exprimés | 91 707 | 93,18 | −0,40 |
| Votes nuls                       | Votes nuls                   | Votes nuls                   | 6 715  | 6,82  | +0,40 |
| Participation                    | Participation                | Participation                | 98 422 | 83,97 | −3,68 |
| Résultat de préférence bipartite |                              |                              |        |       |       |
|                                  | Libéral national             | Warren Entsch (en)           | 49 010 | 53,44 | −0,73 |
|                                  | Travailliste                 | Elida Faith                  | 42 697 | 46,56 | +0,73 |
|                                  | Libéral national retenir     | Libéral national retenir     | Swing  | −0,73 |       |

#### Lilley
| Parti                            | Parti                        | Candidat                     | Voix    | %     | ±      |
| -------------------------------- | ---------------------------- | ---------------------------- | ------- | ----- | ------ |
|                                  | Travailliste                 | Anika Wells                  | 41 424  | 41,84 | +6,20  |
|                                  | Libéral national             | Vivian Lobo                  | 29 530  | 29,83 | −10,95 |
|                                  | Verts                        | Melissa Stevens              | 16 916  | 17,09 | +3,08  |
|                                  | Une nation                   | Michelle Wilde               | 4 027   | 4,07  | −1,28  |
|                                  | UAP                          | Gerardine Hoogland           | 3 320   | 3,35  | +1,10  |
|                                  | Démocrates libéraux          | Daniel Freshwater            | 2 412   | 2,44  | +2,44  |
|                                  | IMOP                         | Stephen McGrath              | 1 378   | 1,39  | +1,39  |
| Total des suffrages exprimés     | Total des suffrages exprimés | Total des suffrages exprimés | 99 007  | 97,30 | +0,78  |
| Votes nuls                       | Votes nuls                   | Votes nuls                   | 2 750   | 2,70  | −0,78  |
| Participation                    | Participation                | Participation                | 101 757 | 90,61 | −1,54  |
| Résultat de préférence bipartite |                              |                              |         |       |        |
|                                  | Travailliste                 | Anika Wells                  | 59 941  | 60,54 | +9,90  |
|                                  | Libéral national             | Vivian Lobo                  | 39 066  | 39,46 | −9,90  |
|                                  | Travailliste retenir         | Travailliste retenir         | Swing   | +9,90 |        |

#### Longman
| Parti                            | Parti                        | Candidat                     | Voix    | %     | ±     |
| -------------------------------- | ---------------------------- | ---------------------------- | ------- | ----- | ----- |
|                                  | Libéral national             | Terry Young (en)             | 41 253  | 38,17 | −0,42 |
|                                  | Travailliste                 | Rebecca Fanning              | 34 036  | 31,50 | −2,60 |
|                                  | Une nation                   | Ross Taylor                  | 8 917   | 8,25  | −4,97 |
|                                  | Verts                        | Earl Snijders                | 7 814   | 7,23  | +0,52 |
|                                  | Légaliser le cannabis        | Nigel Quinlan                | 6 025   | 5,58  | +5,58 |
|                                  | UAP                          | Stefanie Sutherland          | 5 949   | 5,51  | +2,15 |
|                                  | AJP                          | Paula Gilbard                | 2 060   | 1,91  | +1,91 |
|                                  | Démocrates libéraux          | Jens Lipponer                | 2 011   | 1,86  | +1,86 |
| Total des suffrages exprimés     | Total des suffrages exprimés | Total des suffrages exprimés | 108 065 | 95,01 | +0,85 |
| Votes nuls                       | Votes nuls                   | Votes nuls                   | 5 677   | 4,99  | −0,85 |
| Participation                    | Participation                | Participation                | 113 742 | 88,17 | −3,99 |
| Résultat de préférence bipartite |                              |                              |         |       |       |
|                                  | Libéral national             | Terry Young (en)             | 57 359  | 53,08 | −0,20 |
|                                  | Travailliste                 | Rebecca Fanning              | 50 706  | 46,92 | +0,20 |
|                                  | Libéral national retenir     | Libéral national retenir     | Swing   | −0,20 |       |

#### Maranoa
| Parti                            | Parti                        | Candidat                     | Voix   | %     | ±     |
| -------------------------------- | ---------------------------- | ---------------------------- | ------ | ----- | ----- |
|                                  | Libéral national             | David Littleproud (en)       | 52 382 | 56,26 | +0,26 |
|                                  | Travailliste                 | Dave Kerrigan                | 14 236 | 15,29 | −0,26 |
|                                  | Une nation                   | Mike Kelly                   | 11 070 | 11,89 | −2,73 |
|                                  | UAP                          | Nathan McDonald              | 6,202  | 6,66  | +3,03 |
|                                  | Verts                        | Ellisa Parker                | 4 533  | 4,87  | +1,45 |
|                                  | SFF                          | Malcolm Richardson           | 3 695  | 3,97  | +3,97 |
|                                  | Fédération                   | Brett Tunbridge              | 997    | 1,07  | +1,07 |
| Total des suffrages exprimés     | Total des suffrages exprimés | Total des suffrages exprimés | 93 115 | 96,64 | +0,59 |
| Votes nuls                       | Votes nuls                   | Votes nuls                   | 3 234  | 3,36  | −0,59 |
| Participation                    | Participation                | Participation                | 96 349 | 88,39 | −3,54 |
| Résultat de préférence bipartite |                              |                              |        |       |       |
|                                  | Libéral national             | David Littleproud (en)       | 67 153 | 72,12 | −3,30 |
|                                  | Travailliste                 | Dave Kerrigan                | 25 962 | 27,88 | +3,30 |
|                                  | Libéral national retenir     | Libéral national retenir     | Swing  | −3,30 |       |

#### McPherson
| Parti                            | Parti                        | Candidat                     | Voix    | %     | ±     |
| -------------------------------- | ---------------------------- | ---------------------------- | ------- | ----- | ----- |
|                                  | Libéral national             | Karen Andrews                | 42 288  | 43,56 | −4,68 |
|                                  | Travailliste                 | Carl Ungerer                 | 21 354  | 22,00 | −0,85 |
|                                  | Verts                        | Scott Turner                 | 14 971  | 15,42 | +4,43 |
|                                  | Une nation                   | Kevin Hargraves              | 7 013   | 7,22  | +1,36 |
|                                  | UAP                          | Joshua Berrigan              | 6 490   | 6,69  | +3,36 |
|                                  | Valeurs                      | Andy Cullen                  | 2 310   | 2,38  | +2,38 |
|                                  | Démocrates libéraux          | Glenn Pyne                   | 2 063   | 2,12  | −1,36 |
|                                  | Fédération                   | Gary Pead                    | 594     | 0,61  | +0,61 |
| Total des suffrages exprimés     | Total des suffrages exprimés | Total des suffrages exprimés | 97 083  | 94,58 | +0,91 |
| Votes nuls                       | Votes nuls                   | Votes nuls                   | 5 565   | 5,42  | −0,91 |
| Participation                    | Participation                | Participation                | 102 648 | 87,56 | −2,84 |
| Résultat de préférence bipartite |                              |                              |         |       |       |
|                                  | Libéral national             | Karen Andrews                | 57 605  | 59,34 | −2,86 |
|                                  | Travailliste                 | Carl Ungerer                 | 39 478  | 40,66 | +2,86 |
|                                  | Libéral national retenir     | Libéral national retenir     | Swing   | −2,86 |       |

#### Moncrieff
| Parti                            | Parti                        | Candidat                     | Voix    | %     | ±     |
| -------------------------------- | ---------------------------- | ---------------------------- | ------- | ----- | ----- |
|                                  | Libéral national             | Angie Bell (en)              | 45 104  | 45,94 | −5,58 |
|                                  | Travailliste                 | Glen Palmer                  | 20 430  | 20,81 | −0,75 |
|                                  | Verts                        | April Broadbent              | 11 850  | 12,07 | +2,39 |
|                                  | Une nation                   | Leeanne Schultz              | 6 981   | 7,11  | +0,67 |
|                                  | UAP                          | Diane Happ                   | 5 482   | 5,58  | +1,86 |
|                                  | Démocrates libéraux          | Diane Demetre                | 4 305   | 4,38  | +2,42 |
|                                  | AJP                          | Sonia Berry-Law              | 2 384   | 2,43  | −1,43 |
|                                  | IMOP                         | Timothy Cudmore              | 997     | 1,02  | +1,02 |
|                                  | Fédération                   | James Tayler                 | 645     | 0,66  | +0,66 |
| Total des suffrages exprimés     | Total des suffrages exprimés | Total des suffrages exprimés | 98 178  | 94,22 | +0,66 |
| Votes nuls                       | Votes nuls                   | Votes nuls                   | 6 020   | 5,78  | −0,66 |
| Participation                    | Participation                | Participation                | 104 198 | 85,03 | −3,17 |
| Résultat de préférence bipartite |                              |                              |         |       |       |
|                                  | Libéral national             | Angie Bell (en)              | 60 080  | 61,19 | −4,17 |
|                                  | Travailliste                 | Glen Palmer                  | 38 098  | 38,81 | +4,17 |
|                                  | Libéral national retenir     | Libéral national retenir     | Swing   | −4,17 |       |

#### Moreton
| Parti                            | Parti                        | Candidat                     | Voix   | %     | ±     |
| -------------------------------- | ---------------------------- | ---------------------------- | ------ | ----- | ----- |
|                                  | Travailliste                 | Graham Perrett (en)          | 34 633 | 37,42 | +2,27 |
|                                  | Libéral national             | Steven Huang                 | 30 777 | 33,25 | −7,58 |
|                                  | Verts                        | Claire Garton                | 19 250 | 20,80 | +4,04 |
|                                  | Une nation                   | Neil Swann                   | 3 364  | 3,63  | +0,32 |
|                                  | UAP                          | Chelsea Follett              | 3 064  | 3,31  | +1,09 |
|                                  | Fédération                   | Peter Power                  | 1 468  | 1,59  | +1,59 |
| Total des suffrages exprimés     | Total des suffrages exprimés | Total des suffrages exprimés | 92 556 | 97,24 | +0,24 |
| Votes nuls                       | Votes nuls                   | Votes nuls                   | 2 625  | 2,76  | −0,24 |
| Participation                    | Participation                | Participation                | 95 181 | 88,86 | −2,06 |
| Résultat de préférence bipartite |                              |                              |        |       |       |
|                                  | Travailliste                 | Graham Perrett (en)          | 54 690 | 59,09 | +7,19 |
|                                  | Libéral national             | Steven Huang                 | 37 866 | 40,91 | −7,19 |
|                                  | Travailliste retenir         | Travailliste retenir         | Swing  | +7,19 |       |

#### Oxley
| Parti                            | Parti                        | Candidat                     | Voix   | %     | ±     |
| -------------------------------- | ---------------------------- | ---------------------------- | ------ | ----- | ----- |
|                                  | Travailliste                 | Milton Dick                  | 43 785 | 45,89 | +3,36 |
|                                  | Libéral national             | Kyle McMillen                | 27 385 | 28,70 | −5,87 |
|                                  | Verts                        | Asha Worsteling              | 13 595 | 14,25 | +2,61 |
|                                  | Une nation                   | Dylan Kozlowski              | 5 568  | 5,84  | −0,46 |
|                                  | UAP                          | Timothy Coombes              | 5 079  | 5,32  | +2,70 |
| Total des suffrages exprimés     | Total des suffrages exprimés | Total des suffrages exprimés | 95 412 | 96,38 | +1,13 |
| Votes nuls                       | Votes nuls                   | Votes nuls                   | 3 582  | 3,62  | −1,13 |
| Participation                    | Participation                | Participation                | 98 994 | 87,87 | −3,33 |
| Résultat de préférence bipartite |                              |                              |        |       |       |
|                                  | Travailliste                 | Milton Dick                  | 58 768 | 61,59 | +5,20 |
|                                  | Libéral national             | Kyle McMillen                | 36 644 | 38,41 | −5,20 |
|                                  | Travailliste retenir         | Travailliste retenir         | Swing  | +5,20 |       |

#### Petrie
| Parti                            | Parti                        | Candidat                     | Voix    | %     | ±     |
| -------------------------------- | ---------------------------- | ---------------------------- | ------- | ----- | ----- |
|                                  | Libéral national             | Luke Howarth (en)            | 46 325  | 43,49 | −4,62 |
|                                  | Travailliste                 | Mick Denton                  | 31 972  | 30,02 | −0,84 |
|                                  | Verts                        | Will Simon                   | 12 169  | 11,42 | +2,68 |
|                                  | UAP                          | Kelly Guenoun                | 5 914   | 5,55  | +2,24 |
|                                  | Une nation                   | Marcus Mitchell              | 5 613   | 5,27  | −2,25 |
|                                  | AJP                          | Chris Cicchitti              | 2 331   | 2,19  | +2,19 |
|                                  | Démocrates libéraux          | Anneke Wilson                | 2 189   | 2,06  | +2,06 |
| Total des suffrages exprimés     | Total des suffrages exprimés | Total des suffrages exprimés | 106 513 | 96,46 | +0,08 |
| Votes nuls                       | Votes nuls                   | Votes nuls                   | 3 913   | 3,54  | −0,08 |
| Participation                    | Participation                | Participation                | 110 426 | 88,46 | −2,84 |
| Résultat de préférence bipartite |                              |                              |         |       |       |
|                                  | Libéral national             | Luke Howarth (en)            | 57 981  | 54,44 | −3,96 |
|                                  | Travailliste                 | Mick Denton                  | 48 532  | 45,56 | +3,96 |
|                                  | Libéral national retenir     | Libéral national retenir     | Swing   | −3,96 |       |

#### Rankin
| Parti                            | Parti                        | Candidat                     | Voix   | %     | ±     |
| -------------------------------- | ---------------------------- | ---------------------------- | ------ | ----- | ----- |
|                                  | Travailliste                 | Jim Chalmers (en)            | 38 596 | 43,95 | +2,52 |
|                                  | Libéral national             | Paul Darwen                  | 25 478 | 29,01 | −2,34 |
|                                  | Verts                        | Neil Cotter                  | 9 394  | 10,70 | +1,62 |
|                                  | Une nation                   | Glen Cookson                 | 7 006  | 7,98  | −0,58 |
|                                  |                              | Jeff Crank                   | 5 064  | 5,77  | +2,08 |
|                                  | AJP                          | Suzanne Clarke               | 2 284  | 2,60  | +2,60 |
| Total des suffrages exprimés     | Total des suffrages exprimés | Total des suffrages exprimés | 87 822 | 96,11 | +3,84 |
| Votes nuls                       | Votes nuls                   | Votes nuls                   | 3 553  | 3,89  | −3,84 |
| Participation                    | Participation                | Participation                | 91 375 | 84,56 | −4,26 |
| Résultat de préférence bipartite |                              |                              |        |       |       |
|                                  | Travailliste                 | Jim Chalmers (en)            | 51 892 | 59,09 | +2,65 |
|                                  | Libéral national             | Paul Darwen                  | 35 930 | 40,91 | −2,65 |
|                                  | Travailliste retenir         | Travailliste retenir         | Swing  | +2,65 |       |

#### Ryan
| Parti                                        | Parti                                | Candidat                     | Voix    | %     | ±      |
| -------------------------------------------- | ------------------------------------ | ---------------------------- | ------- | ----- | ------ |
|                                              | Libéral national                     | Julian Simmonds (en)         | 38 239  | 38,50 | −10,11 |
|                                              | Verts                                | Elizabeth Watson-Brown (en)  | 30 003  | 30,21 | +9,86  |
|                                              | Travailliste                         | Peter Cossar                 | 22 146  | 22,30 | −2,13  |
|                                              | Démocrates libéraux                  | Damian Coory                 | 2 582   | 2,60  | +2,60  |
|                                              | Une nation                           | Joel Love                    | 2 237   | 2,25  | +0,09  |
|                                              | UAP                                  | Kathryn Pollard              | 2 062   | 2,08  | +0,55  |
|                                              | AJP                                  | Jina Lipman                  | 1 088   | 1,10  | −0,82  |
|                                              | Progressistes                        | Janine Rees                  | 606     | 0,61  | +0,61  |
|                                              | Fédération                           | Axel Dancoisne               | 353     | 0,36  | +0,36  |
| Total des suffrages exprimés                 | Total des suffrages exprimés         | Total des suffrages exprimés | 99 316  | 96,94 | −0,66  |
| Votes nuls                                   | Votes nuls                           | Votes nuls                   | 3 140   | 3,06  | +0,66  |
| Participation                                | Participation                        | Participation                | 102 456 | 92,04 | −0,94  |
| Résultat de préférence bipartite (notionnel) |                                      |                              |         |       |        |
|                                              | Travailliste                         | Peter Cossar                 | 52 062  | 52,42 | +8,45  |
|                                              | Libéral national                     | Julian Simmonds (en)         | 47 254  | 47,58 | −8,45  |
| Résultat de préférence bicandidat            |                                      |                              |         |       |        |
|                                              | Verts                                | Elizabeth Watson-Brown (en)  | 52 286  | 52,65 | +52,65 |
|                                              | Libéral national                     | Julian Simmonds (en)         | 47 030  | 47,35 | −8,67  |
|                                              | Verts vainqueur sur Libéral national |                              |         |       |        |

#### Wide Bay
| Parti                            | Parti                        | Candidat                     | Voix    | %     | ±     |
| -------------------------------- | ---------------------------- | ---------------------------- | ------- | ----- | ----- |
|                                  | Libéral national             | Llew O'Brien (en)            | 41 601  | 43,47 | −3,62 |
|                                  | Travailliste                 | Geoff Williams               | 20 345  | 21,26 | −0,49 |
|                                  | Une nation                   | Nathan Buckley               | 9 765   | 10,20 | −0,63 |
|                                  | Verts                        | Craig Armstrong              | 9 088   | 9,50  | −0,44 |
|                                  | UAP                          | Tracy Bennett                | 4 406   | 4,60  | +0,99 |
|                                  | Indépendant                  | Kelli Jacobi                 | 4 106   | 4,29  | +4,29 |
|                                  | Indépendant                  | Tim Jerome                   | 2 737   | 2,86  | −1,64 |
|                                  | IMOP                         | Andrea Newland               | 2 097   | 2,19  | +2,19 |
|                                  | Valeurs                      | Daniel Williams              | 1 057   | 1,10  | +1,10 |
|                                  | Fédération                   | John Woodward                | 501     | 0,52  | +0,52 |
| Total des suffrages exprimés     | Total des suffrages exprimés | Total des suffrages exprimés | 95 703  | 93,58 | −1,68 |
| Votes nuls                       | Votes nuls                   | Votes nuls                   | 6 569   | 6,42  | +1,68 |
| Participation                    | Participation                | Participation                | 102 272 | 88,69 | −2,98 |
| Résultat de préférence bipartite |                              |                              |         |       |       |
|                                  | Libéral national             | Llew O'Brien (en)            | 58 708  | 61,34 | −1,81 |
|                                  | Travailliste                 | Geoff Williams               | 36 995  | 38,66 | +1,81 |
|                                  | Libéral national retenir     | Libéral national retenir     | Swing   | −1,81 |       |

#### Wright
| Parti                            | Parti                        | Candidat                     | Voix    | %     | ±     |
| -------------------------------- | ---------------------------- | ---------------------------- | ------- | ----- | ----- |
|                                  | Libéral national             | Scott Buchholz (en)          | 45 753  | 43,19 | −1,73 |
|                                  | Travailliste                 | Pam McCreadie                | 22 643  | 21,37 | +2,63 |
|                                  | Une nation                   | Keith Hicks                  | 15 095  | 14,25 | +0,24 |
|                                  | Verts                        | Nicole Thompson              | 12 107  | 11,43 | +4,26 |
|                                  | UAP                          | Cassandra Duffill            | 8 703   | 8,22  | +3,32 |
|                                  | Fédération                   | Shonna-Lee Banasiak          | 1 632   | 1,54  | +1,54 |
| Total des suffrages exprimés     | Total des suffrages exprimés | Total des suffrages exprimés | 105 933 | 96,60 | +2,68 |
| Votes nuls                       | Votes nuls                   | Votes nuls                   | 3 733   | 3,40  | −2,68 |
| Participation                    | Participation                | Participation                | 109 666 | 88,59 | −3,42 |
| Résultat de préférence bipartite |                              |                              |         |       |       |
|                                  | Libéral national             | Scott Buchholz (en)          | 64 506  | 60,89 | −3,69 |
|                                  | Travailliste                 | Pam McCreadie                | 41 427  | 39,11 | +3,69 |
|                                  | Libéral national retenir     | Libéral national retenir     | Swing   | −3,69 |       |

### Sénat
| Parti                        | Parti                                | Candidat | Voix      | %     | ±     |
| ---------------------------- | ------------------------------------ | --- | --------- | ----- | ----- |
| Quota                        | Quota                                | Quota | 430 553   |       |       |
|                              | Libéral national                     | 1. James McGrath (en) (élu 1) 2. Matt Canavan (en) (élu 3) 3. Amanda Stoker (en) 4. Nicole Tobin 5. Andrew Cripps 6. Fiona Ward     | 1 061 638 | 35,23 | –3,67 |
|                              | Travailliste                         | 1. Murray Watt (en) (élu 2) 2. Anthony Chisholm (en) (élu 6) 3. Edwina Andrew 4. Christina Warry 5. Jen Henderson 6. Richard Pascoe | 744 212   | 24,69 | +2,12 |
|                              | Verts                                | 1. Penny Allman-Payne (en) (élu 4) 2. Anna Sri 3. Ben Pennings 4. Navdeep Singh Sidhu 5. Alyce Nelligan 6. Rebecca Haley            | 373 460   | 12,39 | +2,45 |
|                              | Une nation                           | 1. Pauline Hanson (élu 5) 2. Raj Guruswamy 3. George Christensen (en)                                                               | 222 925   | 7,40  | –2,87 |
|                              | Légaliser le cannabis                | 1. Bernard Bradley 2. Suzette Luyken                                                                                                | 161 899   | 5,37  | +3,62 |
|                              | UAP                                  | 1. Clive Palmer 2. Martin Brewster 3. Desmond Adidi 4. Jack McCabe                                                                  | 126 343   | 5,37  | +3,62 |
|                              | Démocrates libéraux                  | 1. Campbell Newman 2. Tegan Grainger                                                                                                | 75 158    | 2,49  | +1,66 |
|                              | AJP                                  | 1. Mackenzie Severns 2.Sue Weber | 38 765    | 1,29  | –0,04 |
|                              | Autochtone                           | 1. Lionel Henaway 2. Jenny-Lee Carr                                                                                                 | 32 841    | 1,09  | +1,09 |
|                              | Grand australien                     | 1. Jason Miles 2. Elise Cottam | 24 262    | 0,81  | +0,63 |
|                              | Australie durable                    | 1. Rhett Martin 2. Timotheos Firestone                                                                                              | 19 146    | 0,64  | +0,35 |
|                              | Valeurs                              | 1. Heston Russell 2. Jay Hansen | 18 194    | 0,60  | +0,60 |
|                              | IMOP                                 | 1. Allona Lahn 2. Jasmine Melhop 3. Peter Lambeth                                                                                   | 13 916    | 0,46  | +0,18 |
|                              | Majorité silencieuse                 | 1. Len Harris (en) 2. Debra Yull | 13 205    | 0,44  | +0,44 |
|                              | Démocrates                           | 1. Luke Arbuckle 2. Chris Simpson                                                                                                   | 11 473    | 0,38  | +0,38 |
|                              | Fusion                               | 1. Brandon Selic 2. Roger Whating                                                                                                   | 11 079    | 0,37  | +0,37 |
|                              | Alliance socialiste                  | 1. Renee Lees 2. Kamala Emanuel | 10 538    | 0,34  | +0,34 |
|                              | Fédération                           | 1. Isabel Tilyard 2. Jackie Bennett 3. Michael Smyth                                                                                | 7 330     | 0,24  | +0,24 |
|                              | Raison                               | 1. Ron Williams 2. Frank Jordan | 6 514     | 0,22  | +0,22 |
|                              | ICAC fédéral                         | 1. Kerin Payne 2. Ken Carroll | 6 199     | 0,21  | +0,21 |
|                              | Citoyens                             | 1. Jan Pukallus 2. Rod Doel | 6 123     | 0,20  | +0,13 |
|                              | KAP                                  | 1. Bob Lyon | 5 693     | 0,19  | −1,58 |
|                              | Indépendant                          | 1. Steve Dickson (en) 2. Rebecca Lloyd                                                                                              | 4 566     | 0,15  | +0,15 |
|                              | Alliance démocratique                | 1. Drew Pavlou (en) 2. Simon Letich                                                                                                 | 4 555     | 0,15  | +0,15 |
|                              | TNL                                  | 1. Bess Brennan 2. Hannah Kennish 2. Steven Hopley 4. Jonathon Momsen 5. Lloyd Ingram 6. Jack Creighton                             | 4 302     | 0,14  | +0,14 |
|                              | Équité socialiste                    | 1. Mike Head 2. John Debis | 1 129     | 0,04  | +0,04 |
|                              | Non-groupé                           | 1. David Schfe 2. Lindsay Temple 3. Chey Hamilton 4.Lorraine Smith 5. Laurence Quinlivan 6. Karakan Kochardy 7. Peter Rogers        | 14 096    | 0,28  | +0,12 |
| Total des suffrages exprimés | Total des suffrages exprimés         | Total des suffrages exprimés | 3 013 868 | 96,88 | +0,14 |
| Votes nuls                   | Votes nuls                           | Votes nuls | 97 166    | 3,12  | −0,14 |
| Participation                | Participation                        | Participation | 3 111 034 | 88,85 | −3,07 |
|                              | Libéral national retenir             | Libéral national retenir | Swing     | –3,67 |       |
|                              | Libéral national retenir             | Libéral national retenir | Swing     | –3,67 |       |
|                              | Travailliste retenir                 | Travailliste retenir | Swing     | +2,12 |       |
|                              | Travailliste retenir                 | Travailliste retenir | Swing     | +2,12 |       |
|                              | Verts vainqueur sur Libéral national | Verts vainqueur sur Libéral national                                                                                                | Swing     | +2,45 |       |
|                              | Une nation retenir                   | Une nation retenir | Swing     | –2,87 |       |